# Pedro de la Rosa
Pedro Martínez de la Rosa, född 24 februari 1971 i Barcelona, är en spansk racerförare. Han är sedan 2012 styrelseordförande i Formel 1 förarnas fackförening Grand Prix Drivers' Association, (GPDA), som tillvaratar formel 1 förarnas intressen gentemot motparterna Formula One Group, de olika Formel 1 stallen samt det internationella bilsportförbundet FIA, (Federation Internationale de l`Automobile).

## Racingkarriär
Pedro de la Rosa var testförare för formel 1-stallet Jordan 1998. Han debuterade säsongen 1999 som förare i formel 1 för Arrows och tog sin första poäng i debutloppet i Australien. Säsongen 2000 tog han två poäng. Efterföljande säsong var han testförare för Jaguar men blev stallets andreförare från och med loppet i Spanien 2001 efter att Luciano Burti gått till Prost. 
de la Rosa var sedan test- och reservförare för McLaren. Han fick köra i Bahrain 2005 och satte där tävlingens snabbaste varv.
de la Rosa började säsongen 2006 som testförare för McLaren. Han fick senare ersätta Juan Pablo Montoya som stallets andreförare från och med loppet i Frankrike 2006 och resten av säsongen. de la Rosa kom sedan tvåa i Ungern, vilket är hans största framgång i F1 hittills. Från och med säsongen 2007 är de la Rosa åter testförare för McLaren. Säsongen 2010 ska han köra för BMW Sauber.

## F1-karriär
| Säsong | Stall/Tillverkare | Poäng | Placering |
| ------ | ----------------- | ----- | --------- |
| 1999   | Arrows            | 1     | 17        |
| 2000   | Arrows            | 2     | 16        |
| 2001   | Jaguar-Cosworth   | 3     | 16        |
| 2002   | Jaguar-Cosworth   | 0     | –         |
| 2005   | McLaren-Mercedes  | 4     | 19        |
| 2006   | McLaren-Mercedes  | 19    | 11        |
| 2010   | Sauber            | 6     | 17        |
| 2011   | Sauber            | 0     | 20        |
| 2012   | Hispania Racing   | 0     | 25        |

| 1. Ungern 2006 | 1. Bahrain 2005 |

### Källförteckning
- Chicane F1 – Pedro de la Rosa